# 施顔祥
施顔祥（しがん しょう）は中華民国の政治家。元経済部長。
国立台湾大学化学科を卒業後、マサチューセッツ工科大学で博士号を取得し帰国、1986年に経済部に入庁する。科技顧問室顧問、経済部技監、中小企業処処長、台湾省菸酒公売局局長、工業局局長などを歴任した。2009年3月には台湾中油公司董事長に就任、同年9月に経済部長に就任。

## 参考
- 施顏祥 (zh)

| 先代尹啓銘 | 経済部長2009年9月10日 - 2013年2月18日 | 次代張家祝 |